# Kleinmeinfeld
Kleinmeinfeld ist ein Gemeindeteil der Gemeinde Hartenstein im Landkreis Nürnberger Land (Mittelfranken, Bayern). Kleinmeinfeld liegt in der Gemarkung Grünreuth.

## Lage
Das Dorf Kleinmeinfeld liegt südlich von Hartenstein. Von der Gemeindeverbindungsstraße von Artelshofen nach Unterachtel aus führt eine Straße in den Ortskern. Oberfranken und die Oberpfalz grenzen in unmittelbarer Nähe an.
Die Nachbarortschaften sind  Hartenstein, Grünreuth, Loch und Großmeinfeld.

## Sehenswertes in der Natur
- Schlangenfichte von Großmeinfeld
- Höhle Windloch bei Großmeinfeld